# فيرناندو إفانجيليستا
فيرناندو إفانجيليستا (بالإسبانية: Fernando Evangelista)‏ (5 أكتوبر 1992 بسانتا روزا، لا بامبا في الأرجنتين - ) هو لاعب كرة قدم أرجنتيني في مركز الدفاع. لعب مع بوكا جونيورز.

## روابط خارجية
- فيرناندو إفانجيليستا على موقع قاعدة بيانات كرة القدم.إي يو (الإنجليزية)
- فيرناندو إفانجيليستا على موقع Soccerway.com (الإنجليزية)
- فيرناندو إفانجيليستا على موقع عالم كرة القدم.نت (الإنجليزية)